# 書斎のナポレオン
『書斎のナポレオン』（しょさいのナポレオン、仏: Napoléon dans son étude, 英: Napoleon in his Study）は、フランスの新古典主義の巨匠ジャック＝ルイ・ダヴィッドが1812年に制作した絵画である。油彩。テュイルリー宮殿の書斎で仕事するフランス皇帝ナポレオンを描いた作品で、ナポレオンやフランス国内からの発注ではなく、スコットランドの貴族でナポレオンの崇拝者であった第10代ハミルトン公爵アレグザンダー・ハミルトンの発注によって制作された。現在はワシントンD.C.のナショナル・ギャラリー・オブ・アートに所蔵されている。

## 制作背景
この肖像画はスコットランドの名門貴族ハミルトン公爵家の一員であり、美術収集家であった第7代ダグラス侯爵アレグザンダー・ハミルトン（のちの第10代ハミルトン公爵）によって1811年に発注された。ハミルトンはイタリアで数年過ごしていた間に美術品の収集を始め、前年の1810年に作家・美術評論家ウィリアム・トマス・ベックフォードの娘で莫大な遺産の相続人であったスーザン・ベックフォードと結婚し、財産とコレクションを増大させていた。彼はナポレオンを個人的に崇拝していたが、これは当時のスコットランド貴族にしばしば見られた傾向で、かつてスコットランドがイングランドと対立し、フランスと同盟していたことに起因している。とりわけハミルトン家はスコットランド国王ジェームズ2世の子孫にあたり、さらにハミルトンはナポレオンの妹ポーリーヌ・ボナパルトの友人であり、ステュアート家がイングランドの王座に復帰することをナポレオンが支持してくれるのではないかと夢想していた。しかしそのことがイギリス王室への外交的・軍事的奉仕の妨げになることはなかった。ハミルトンが肖像画をダヴィッドに発注したとき、フランスとイギリスは戦争状態にあった。おそらくハミルトンの代理人として行動したのはフェレオル・ド・ボンヌメゾンというフランス人画家であった。ハミルトンがダヴィッドに宛てた1811年8月3日付の手紙を届けたのはこの人物であり、ダヴィッドはこの手紙に記されていた「偉大な人物の容貌をキャンバスに描き、彼を不滅にした瞬間の1つを示してほしい」という依頼を快く引き受け、外国人後援者から受けた発注のうち最優先の作品としてリストに挙げ、「偉大な領主であり芸術の友人である人物が彼の才能に対して抱いた好意的な評価を正当化するために、自身の名声のすべてを捧げる」と約束した。

## 作品

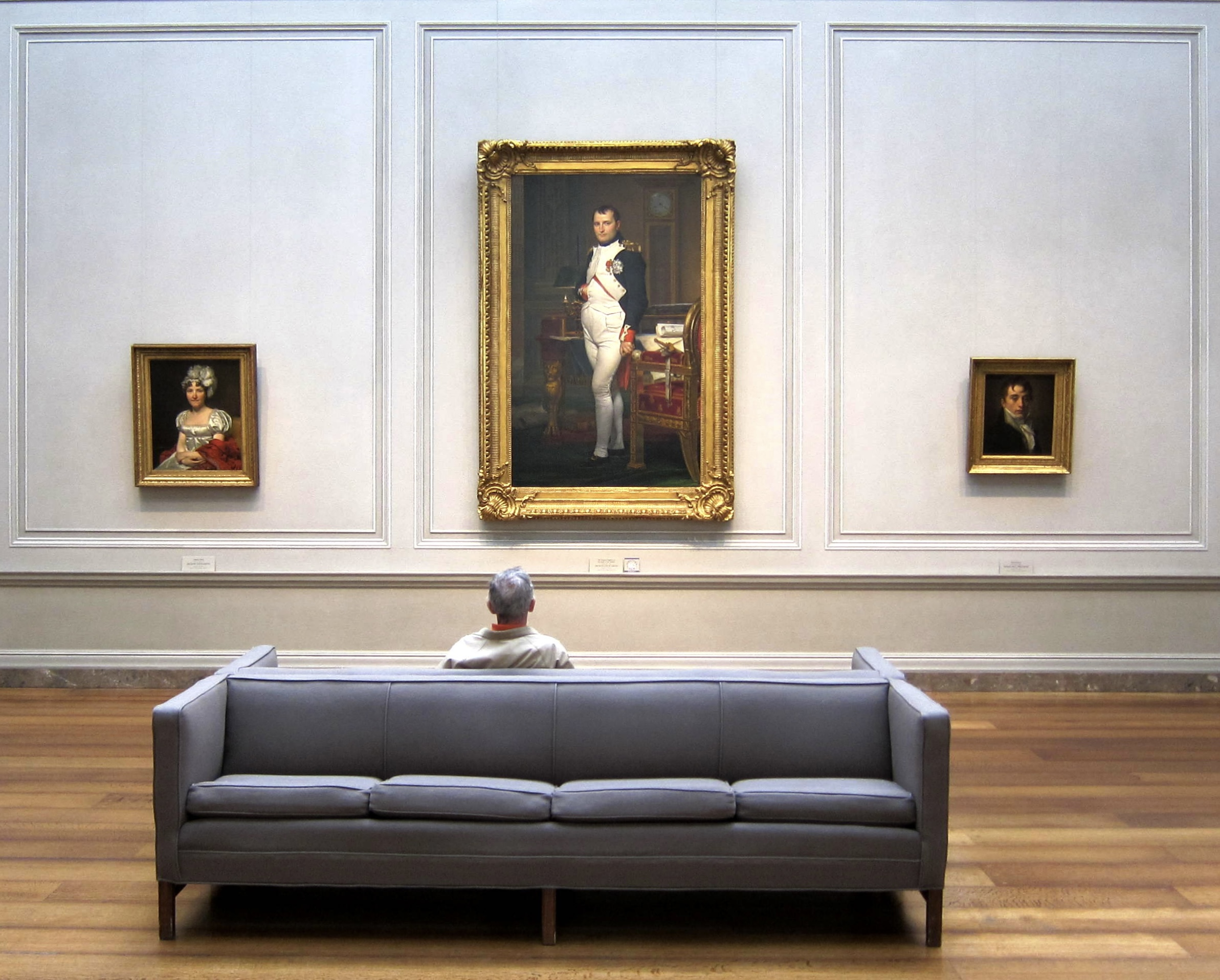
額縁と展示風景。

ダヴィッドは皇帝近衛隊の擲弾兵大佐の軍服を着た43歳のナポレオンを描いている。彼がいるのはテュイルリー宮殿の書斎であり、ちょうど金箔を貼った椅子から立ち上がったところである。ナポレオンは気軽な様子で右手をベストの内側に入れている。この仕草は紳士用のズボンにポケットがなかった時代、男性がリラックスしたときに見せる典型的なポーズである。左手には嗅ぎタバコが入った金製のケースを持ち、剣と白い革のベルトを椅子に置いている。ストッキングはしわが目立ち、髪は乱れがちで、無精髭も生えている。暖かい蠟燭の火は室内を明るく照らしているが、ほとんど燃え尽きて今にも消えそうであり、振り子置時計の針は4時13分を指している。これらの描写はナポレオンが民衆のために徹夜で働いていることを示している。背後の大きな机の上に広げられた書類の1つに「法典」の文字が記されている。これはナポレオン最大の功績の1つで、フランス民法の原点となった『ナポレオン法典』の原稿であり、今しがたまで彼が取り組んでいた仕事の正体であろう。いま、ナポレオンは夜明けとともにペンを置き、夜間に進めていた立法者としての仕事から立ち上がり、剣を帯びて軍人としての役割を果たすための準備をしている。擲弾兵大佐の軍服を着たナポレオンの姿は自身の軍隊を謁見するためのものである。
ナポレオンは身長約150センチほどの小柄な体格をしていたが、ダヴィッドはそれをより高く見せるため机の高さを実際よりも低く描き、背の高い置時計や建築学的要素の縦の線を画面に加えることで、鑑賞者の視線を下から上へと導くようにした。そのうえでナポレオンの全身肖像をほぼ画面の下から上かけて描いている。
画面には象徴的なディテールがいくつも加えられている。椅子はある玉座に基づいており、肘掛けなどの赤いベルベットのカバーには勤勉を象徴し、先代の統治者たちを示唆する蜂の紋章が描かれている。背後にある金色の獅子像に支えられた机の下にはプルタルコスの『対比列伝』の豪華装丁版が置かれている。それによってダヴィッドはナポレオンをアレクサンドロス大王やユリウス・カエサルといった古代の偉大な王と結びつけようとした。肩に金の肩章をつけ、胸を3つの勲章で飾っている。3つの勲章はいずれもナポレオンが創設したもので、レジオンドヌール勲章のコマンドゥールと鉄冠勲章のシュヴァリエ、さらにその横に大きな銀のレジオンドヌール勲章のグランクロワが飾られている。肩にかけられた深紅のサッシュもグランクロワのものである。画面左端の絨毯の上には丸められた地図が転がっており、ナポレオンの軍略家としての側面を物語っている。
この肖像画に政治的意図があることは明らかであるが、これを自然主義と理想主義を巧みに混ぜ合わせ、作品を芸術的傑作まで高めている。ナポレオンがダヴィッドのアトリエを訪れたのは生涯で1度きりであり、しかもそれは本作品が描かれる15年も前のことであった。それでもダヴィッドは自身の役割を熟知しており、どのようにして皇帝を喜ばせることができるかを理解していた。「ダヴィッド、お前は私のことがよく分かっている。私は夜は市民の幸福のため、昼は市民の栄光のために働いているのだ」。ナポレオンは完成した肖像画を高く評価し、その複製の制作をダヴィッドに依頼した。新たに制作された複製は現在ボナパルト家が所有している。

## 来歴
肖像画は第10代ハミルトン公爵の死後、息子の第11代公爵ウィリアム・ハミルトン、その息子の第12代公爵ウィリアム・ダグラス＝ハミルトンに相続されたのち、ハミルトン伯爵家のコレクションは1882年6月17日から7月20日にかけて競売にかけられて売却された。その後、第5代ローズベリー伯爵アーチボルド・プリムローズの手に渡り、第6代伯爵ハリー・プリムローズに相続された。1951年6月15日にウィルデンシュタイン＆カンパニーに売却された。これを1954年2月にサミュエル・H・クレス財団（Samuel H. Kress Foundation）が購入し、1961年にナショナル・ギャラリー・オブ・アートに寄贈した。

## ギャラリー
関連画像

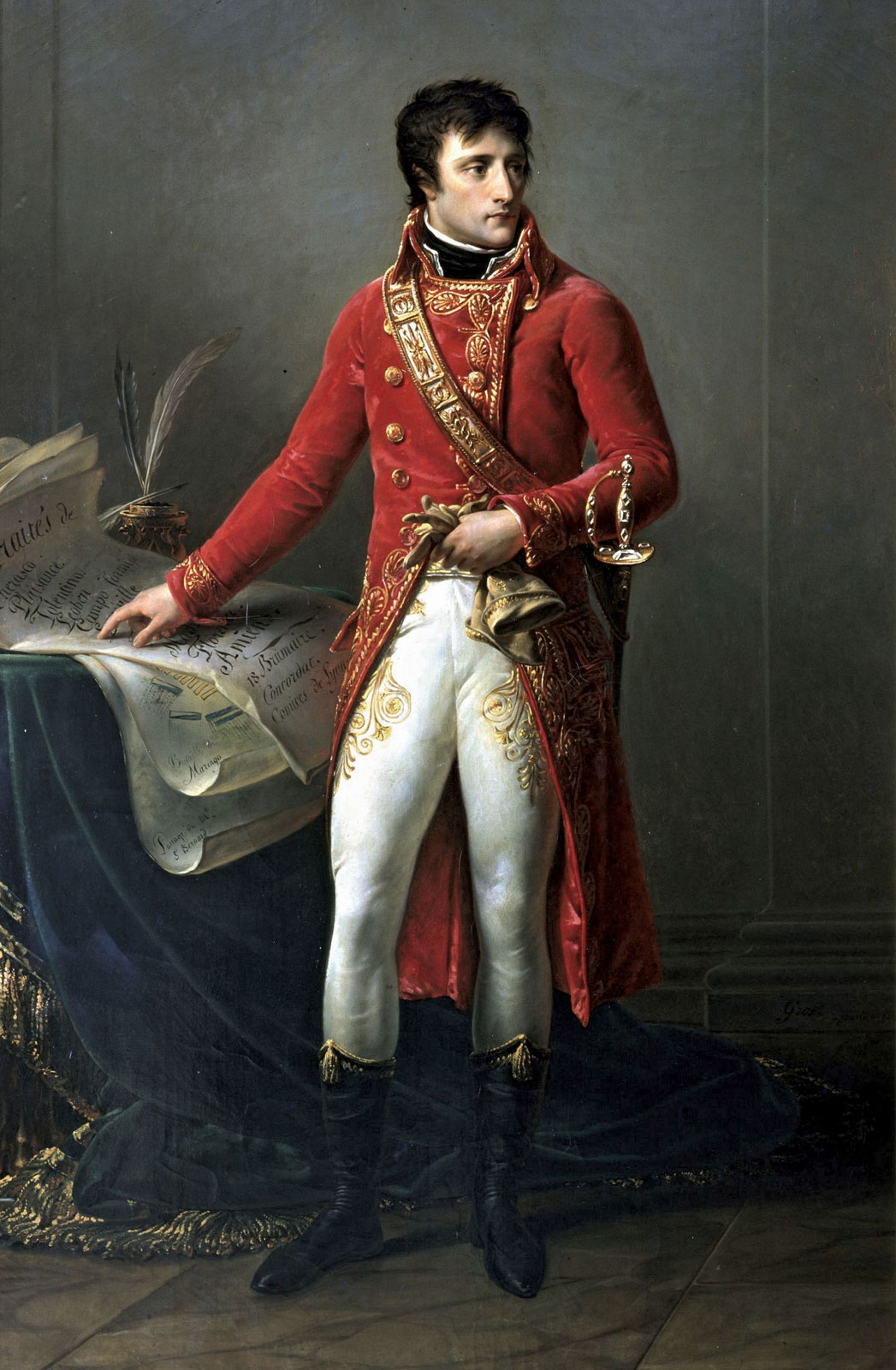
アントワーヌ＝ジャン・グロ『第一執政官ナポレオン・ボナパルト』1802年 レジオンドヌール勲章博物館（英語版）所蔵
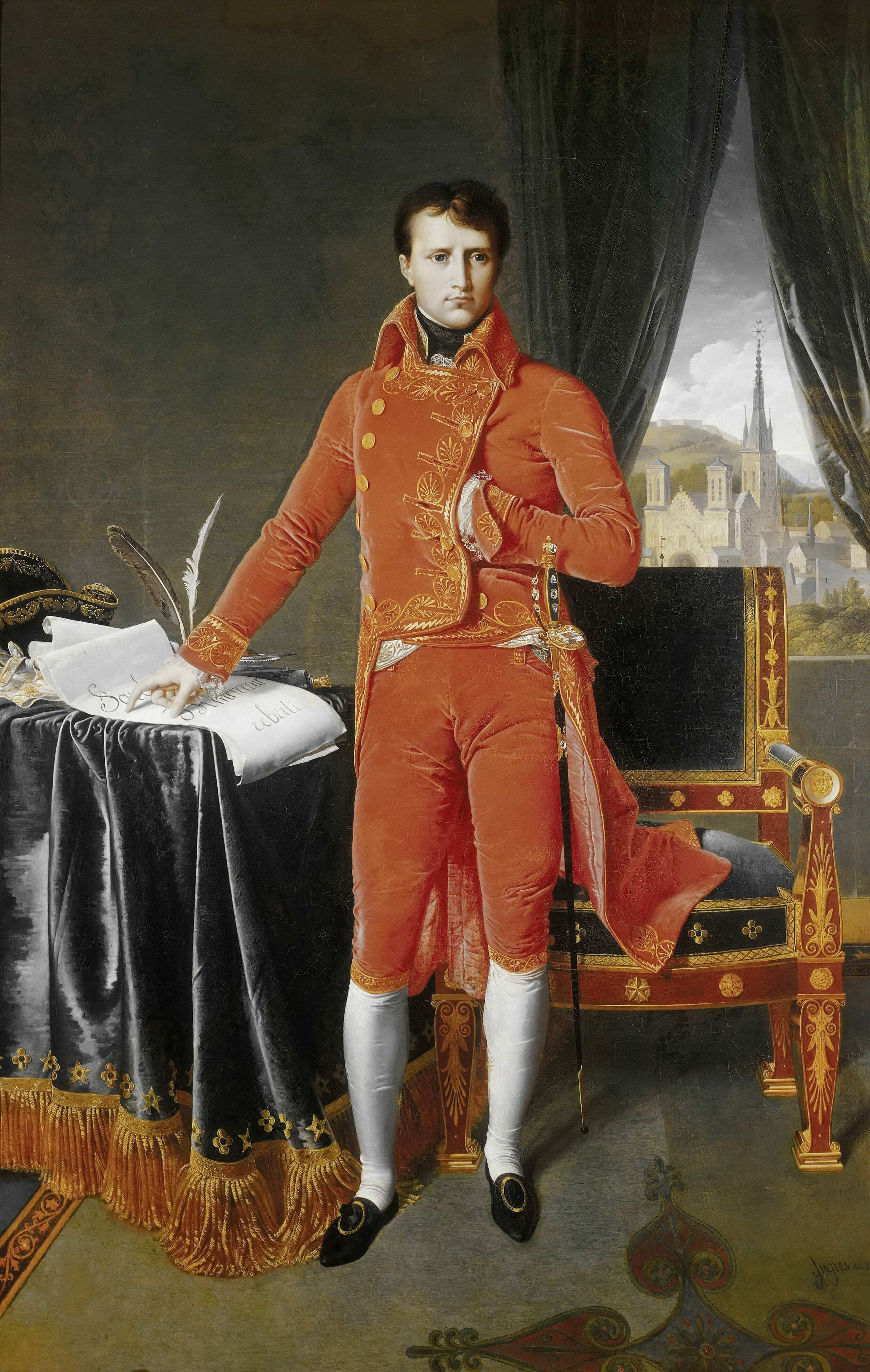
ジャン＝オーギュスト＝ドミニク・アングル『第一執政官ナポレオン・ボナパルト』1804年 リエージュ美術館（英語版）所蔵
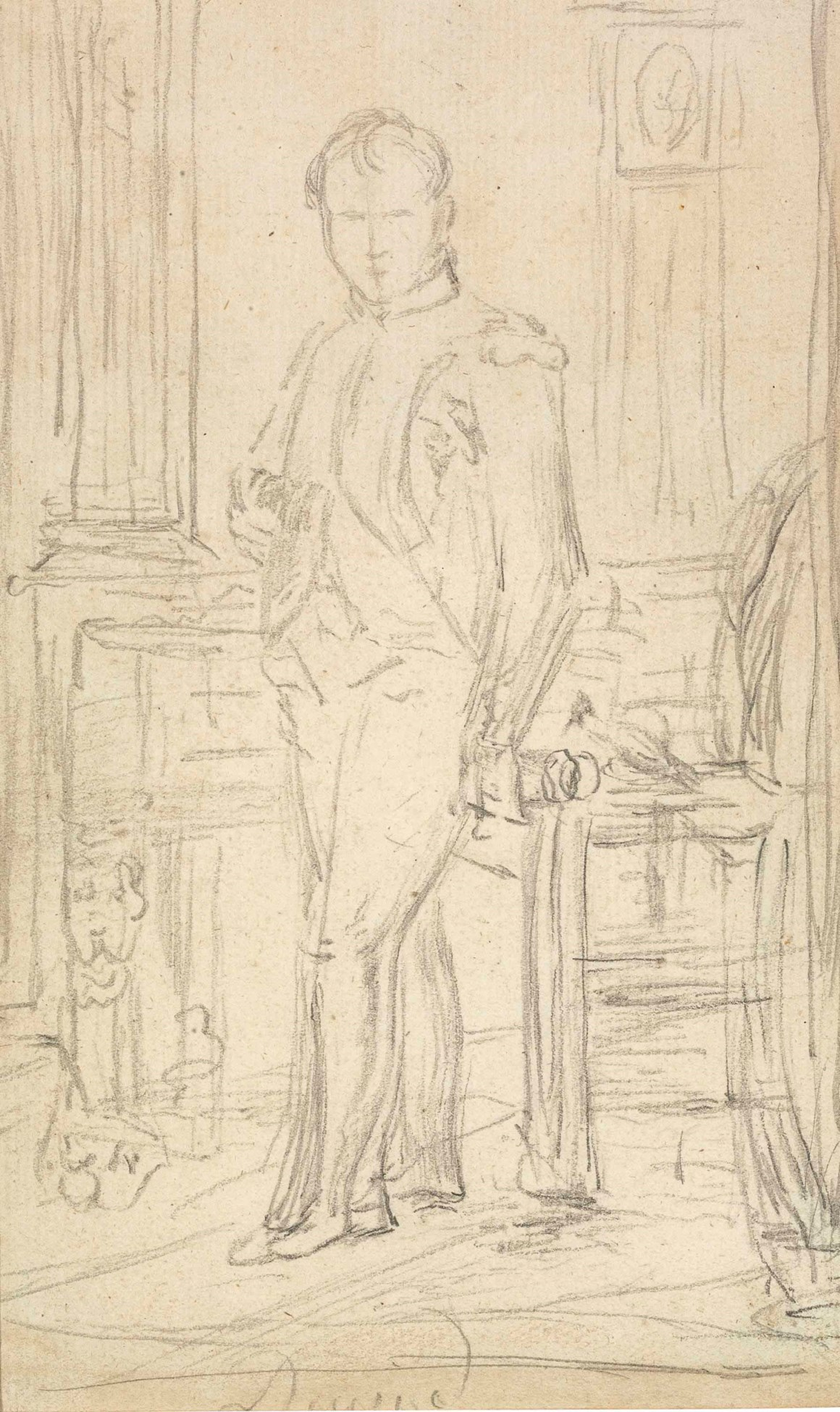
準備素描
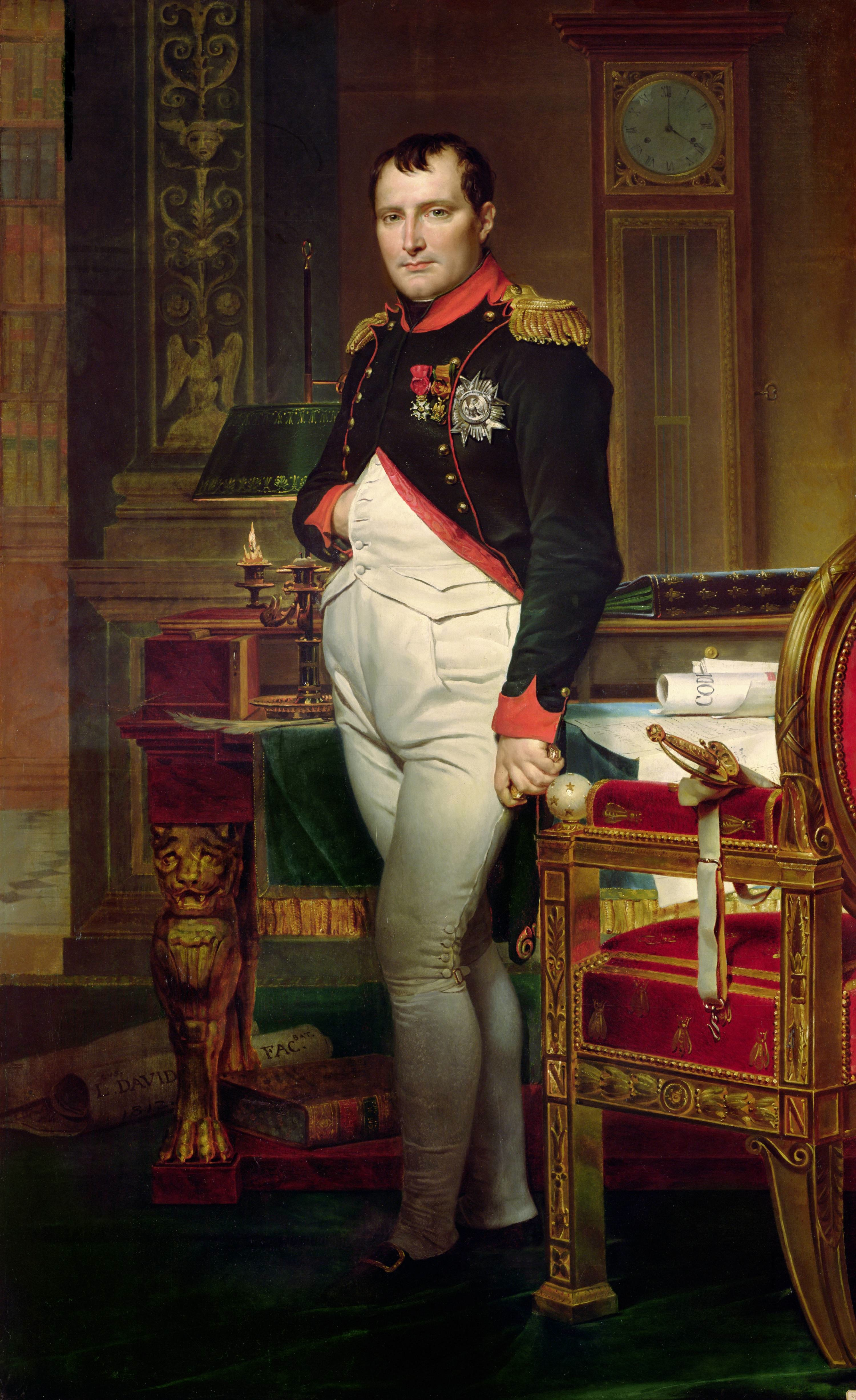
ヴァリアント